# Trnovska vas község
Trnovska vas község (szlovén nyelven Občina Trnovska vas) Szlovénia 212 alapfokú közigazgatási egységének, azaz községének egyike a Podravska statisztikai régióban, az osztrák határ mentén. Adminisztratív központja Trnovska vas település.

## A községhez tartozó települések
A községhez Trnovska vas székhelyen kívül a következő települések tartoznak:
- Biš
- Bišečki Vrh
- Črmlja
- Ločič
- Sovjak
- Trnovski Vrh

## Népesség
| Lakosok száma | 1320 | 1311 | 1341 | 1358 | 1346 | 1327 | 1354 | 1376 | 1350 | 1368 |
|               | 2008 | 2009 | 2011 | 2012 | 2013 | 2015 | 2016 | 2017 | 2019 | 2020 |